# Satyrus baldiva
Satyrus baldiva är en fjärilsart som beskrevs av Moore 1865. Satyrus baldiva ingår i släktet Satyrus och familjen praktfjärilar. Inga underarter finns listade.